# Mùa bão khu vực Úc 2022–23
Mùa bão khu vực Úc 2022–23 là khoảng thời gian trong năm khi hầu hết các cơn xoáy thuận nhiệt đới và cận nhiệt đới hình thành ở phía nam của Ấn Độ Dương và Thái Bình Dương giữa 90°Đ và 160°Đ. Mùa bão chính thức bắt đầu vào ngày 26 tháng 7 năm 2022 và kết thúc vào ngày 2 tháng 5 năm 2023; tuy nhiên, một cơn xoáy thuận nhiệt đới có thể hình thành bất cứ lúc nào trong khoảng thời gian từ ngày 1 tháng 7 năm 2022 đến ngày 30 tháng 6 năm 2023 và sẽ được tính vào tổng mùa. Trong mùa, các cơn xoáy thuận nhiệt đới sẽ được theo dõi chính thức bởi Cục Khí tượng Úc (BoM), Cơ quan Khí hậu và Địa vật lý Indonesia (BMKG) và Dịch vụ Thời tiết Quốc gia Papua New Guinea. Trung tâm Cảnh báo bão Liên hợp (JTWC) và các cơ quan khác như Dịch vụ Khí tượng thủy văn (FMS), Dịch vụ Khí tượng của New Zealand (MetService) và Météo-France tại La Réunion, cũng sẽ giám sát, theo dõi các khu vực của họ trong mùa.
Phạm vi bài viết này đề cập đến xoáy thuận nhiệt đới ở khu vực Úc. Các loại xoáy khác như xoáy thuận ngoại nhiệt đới, xoáy nghịch, polar low, polar high,... không đề cập đến trong bài viết này.

## Dòng thời gian
Một vùng thấp nhiệt đới được hình thành ở phía tây bắc xa xôi của Khu vực phía Tây vào ngày 27 tháng 7, một khởi đầu đặc biệt sớm cho mùa bão.

## Danh sách các xoáy thuận nhiệt đới

### Bão Darian
Vào ngày 13 tháng 12, BoM báo cáo rằng Áp thấp nhiệt đới 05U đã hình thành cách Quần đảo Cocos khoảng 170 km (110 dặm) về phía bắc, ban đầu được dự báo sẽ không phát triển thêm do điều kiện không thuận lợi. Tuy nhiên, trong 5 ngày tiếp theo, các điều kiện được cải thiện, gió đứt theo phương thẳng đứng giảm dần. Vào lúc 11:30 UTC ngày 17 tháng 12, hình ảnh vệ tinh cho thấy một phần trung tâm mức thấp lộ ra ngoài nằm trong vùng đối lưu sâu, khiến JTWC phải ban hành TCFA (Cảnh báo bão có khả năng cao hình thành). Vào ngày hôm sau, hệ thống này mạnh lên thành bão nhiệt đới cấp 1 theo thang đo Úc và BoM đặt tên nó là Darian. Cuối ngày hôm đó, JTWC đã đưa ra cảnh báo về hệ thống này và phân loại nó là bão nhiệt đới 05S. BoM đánh giá bão đã mạnh lên thành bão cấp 2 vào ngày 19 tháng 12 và sau đó là bão cấp 3 theo thang đo Úc. Đến 15:00 UTC, JTWC đã nâng cấp Darian thành bão cấp 1 theo thang gió bão Saffir–Simpson (SSHWS), với sức gió duy trì 1 phút tối đa 140 km/h.

Sau đó, Darian mạnh lên thành bão cấp 3 theo thang SSHWS trong môi trường có độ đứt gió thấp, nhiệt độ mặt nước biển ấm và dòng phân kì hướng cực trên tốt, dẫn đến mắt bão có đường kính23 hải lý (43 km; 26 mi) và đối xứng trên ảnh mây vệ tinh. Cơn bão mạnh lên và được BoM nâng cấp thành bão cấp 4. Tương tự, JTWC đã nâng cấp thêm Darian lên bão tương đương cấp 4 vào khoảng 21:00 UTC, đồng thời thể hiện một số đặc điểm của bão hình khuyên. Darian tiếp tục mạnh lên nhanh chóng và đạt cường độ  bão cấp 5 trên thang đo Úc lúc 00:00 UTC ngày 21 tháng 12. Cuối ngày hôm đó, nó rời khỏi khu vực và di chuyển vào khu vực Tây Nam Ấn Độ Dương.

### Bão Ellie
Bão Elilie hình thành vào 21 tháng 12 năm 2022 và tan vào ngày 8 tháng 1 năm sau.
Để đề phòng Ellie, BoM đã đưa ra cảnh báo bão nhiệt đới cho bờ biển Tây Úc và Lãnh thổ phía Bắc. Xoáy thuận chủ yếu gây ra lượng mưa xối xả và gió giật mạnh dọc theo Top End khi nó trở thành xoáy thuận nhiệt đới.  Timber Creek đã trải qua trận lũ lụt "50 năm mới có một lần" khi lốc xoáy di chuyển qua thị trấn vào ngày 24 tháng 12.Lượng mưa lớn khiến mực nước trong sông Fitzroy đạt tới 15,81 m (51,9 ft), vượt qua kỷ lục năm 2002 là 13,95 m (45,8 ft). Đến tháng 1, con sông đã rộng 50 km (31 dặm) ở một số nơi.  Lũ lụt tiếp tục diễn ra vào tháng 1, với Bộ trưởng Dịch vụ Khẩn cấp WA , Stephen Dawson , nói rằng đây là cuộc khủng hoảng lũ lụt "chuyện xảy ra một lần trong thế kỷ".  Cơ sở hạ tầng bị hư hại và các cộng đồng bản địa ở vùng sâu vùng xa hoàn toàn bị cô lập. Nhân viên quốc phòng đã được triển khai đến vùng Kimberley ở WA, ba máy bay RAAF đã được điều động để sơ tán cư dân và năm máy bay trực thăng đã được điều động để giúp giải quyết cuộc khủng hoảng.  Các khoản thanh toán khó khăn được thực hiện bởi chính phủ tiểu bang, lãnh thổ và Liên bang,  và Thủ tướng Anthony Albanese đã hứa "đầu tư cơ sở hạ tầng lớn" khi ông đến thăm khu vực sau đó. 

### Bão Gabrielle
Vào ngày 5 tháng 2, một vùng áp thấp nhiệt đới hình thành ở Biển San hô phía nam Quần đảo Solomon .  Cùng lúc đó, LLCC của hệ thống gặp phải tình trạng đối lưu vô tổ chức dai dẳng.  Vào ngày hôm sau, khi hệ thống di chuyển về phía nam, nó phát triển hơn nữa, với hình ảnh vệ tinh cho thấy độ cong xoáy thuận của đối lưu tăng lên. Sau đó vào lúc 06:00 UTC, JTWC đã ban hành TCFA, sau khi lưu ý đến LLC ít người biết đến của nó.  Đến 03:00 UTC ngày 8 tháng 2, JTWC đã đưa ra khuyến cáo về hệ thống và phân loại nó là Bão nhiệt đới 12P , khi dải phân mảnh đang quấn rộng vào LLC hợp nhất lộ ra ngoài. Cuối cùng ngày, BoM báo cáo rằng áp thấp nhiệt đới đã phát triển thành bão nhiệt đới cấp 1 và đặt tên là Gabrielle .  Xoáy thuận di chuyển chậm về phía nam trong khi đối lưu sâu củng cố,  và hệ thống này được nâng cấp thành xoáy thuận nhiệt đới cấp 2, trong khi JTWC đã nâng cấp Gabrielle lên tương đương với cơn bão cấp thấp tương đương cấp 1 với sức gió120 km/giờ (75 dặm/giờ).  Đến 18:00 UTC ngày 9 tháng 2, cơn bão tiếp tục mạnh lên và nhanh chóng trở thành xoáy thuận nhiệt đới nghiêm trọng cấp 3.  Cuối ngày hôm sau, nó ra khỏi lưu vực và di chuyển vào lưu vực Nam Thái Bình Dương,  nơi nó trở thành một xoáy thuận tương đương cấp 2. 

### Bão Ilsa
Tốc độ gió duy trì trong 10 phút đạt kỷ lục là 218 km/h (135 dặm/giờ) được đo tại Đảo Bedout , đánh bại kỷ lục trước đó của Bão George vào năm 2007.  Cơn bão đã vượt qua bờ biển khoảng 120 km ( 75 mi) về phía đông bắc của Port Hedland vào lúc 16:00 UTC, có gió duy trì ở mức 215 km/giờ (130 dặm/giờ).  Ngay sau khi đổ bộ, JTWC đã ngừng cảnh báo trên hệ thống.  Khi đi qua Tây Úc , Ilsa suy yếu thành một xoáy thuận nhiệt đới cấp thấp với sức gió 175 km/giờ (110 dặm/giờ).  Ilsa được ghi nhận lần cuối vào ngày 15 tháng 4. 

## Thống kê mùa bão
| Tên bão                 | Thời gian hoạt động         | Cấp độ cao nhất            | Sức gió duy trì  | Áp suất              | Khu vực tác động         | Tổn thất (USD) | Số người chết | Tham khảo |
| ----------------------- | --------------------------- | -------------------------- | ---------------- | -------------------- | ------------------------ | -------------- | ------------- | --------- |
| 01U                     | 27 tháng 7 – 31 tháng 7     | Xoáy thuận nhiệt đới cấp 1 | 75 km/h (45 mph) | 994 hPa (29.35 inHg) | Quần đảo Cocos (Keeling) | None           | 0             |           |
| Tổng tỷ số mùa bão      |                             |                            |                  |                      |                          |                |               |           |
| 01 XTNĐ (01U mạnh nhất) | 27 tháng 07 – Chưa xác định |                            | 75 km/h (45 mph) | 994 hPa (29.35 inHg) |                          | 0              | 0             |           |

## Tên bão

### Tên xoáy thuận nhiệt đới

#### Cục khí tượng Úc (BoM)
| Darian                 | Herman               | Ellie                  | Freddy                 |
| Gabrielle              | Ilsa                 | Jasper (chưa sử dụng)  | Kirrily (chưa sử dụng) |
| Lincoln (chưa sử dụng) | Megan (chưa sử dụng) | Neville (chưa sử dụng) | Olga (chưa sử dụng)    |

#### TCWC Jakarta
| Anggrek (chưa sử dụng) | Bakung (chưa sử dụng)    | Cempaka (chưa sử dụng) |
| Dahlia (chưa sử dụng)  | Flamboyan (chưa sử dụng) | Lili (chưa sử dụng)    |

#### TCWC Port Moresby
| Hibu (chưa sử dụng) | Ila (chưa sử dụng)  | Kama (chưa sử dụng) | Lobu (chưa sử dụng) | Maila (chưa sử dụng) |
| Alu (chưa sử dụng)  | Buri (chưa sử dụng) | Dodo (chưa sử dụng) | Emau (chưa sử dụng) | Fere (chưa sử dụng)  |